# Galván (Repubblica Dominicana)
Galván è un comune della Repubblica Dominicana di 14.356 abitanti, situato nella Provincia di Baoruco. Comprende, oltre al capoluogo, un distretto municipale: El Salado.